# Красноряжський
Красноря́жський (рос. Красноряжский) — селище у складі Крутіхинського району Алтайського краю, Росія. Входить до складу Підборної сільської ради.

## Населення
Населення — 82 особи (2010; 170 у 2002).
Національний склад (станом на 2002 рік):
- росіяни — 98 %